# Dadou
Pour les articles homonymes, voir Dadou (homonymie).

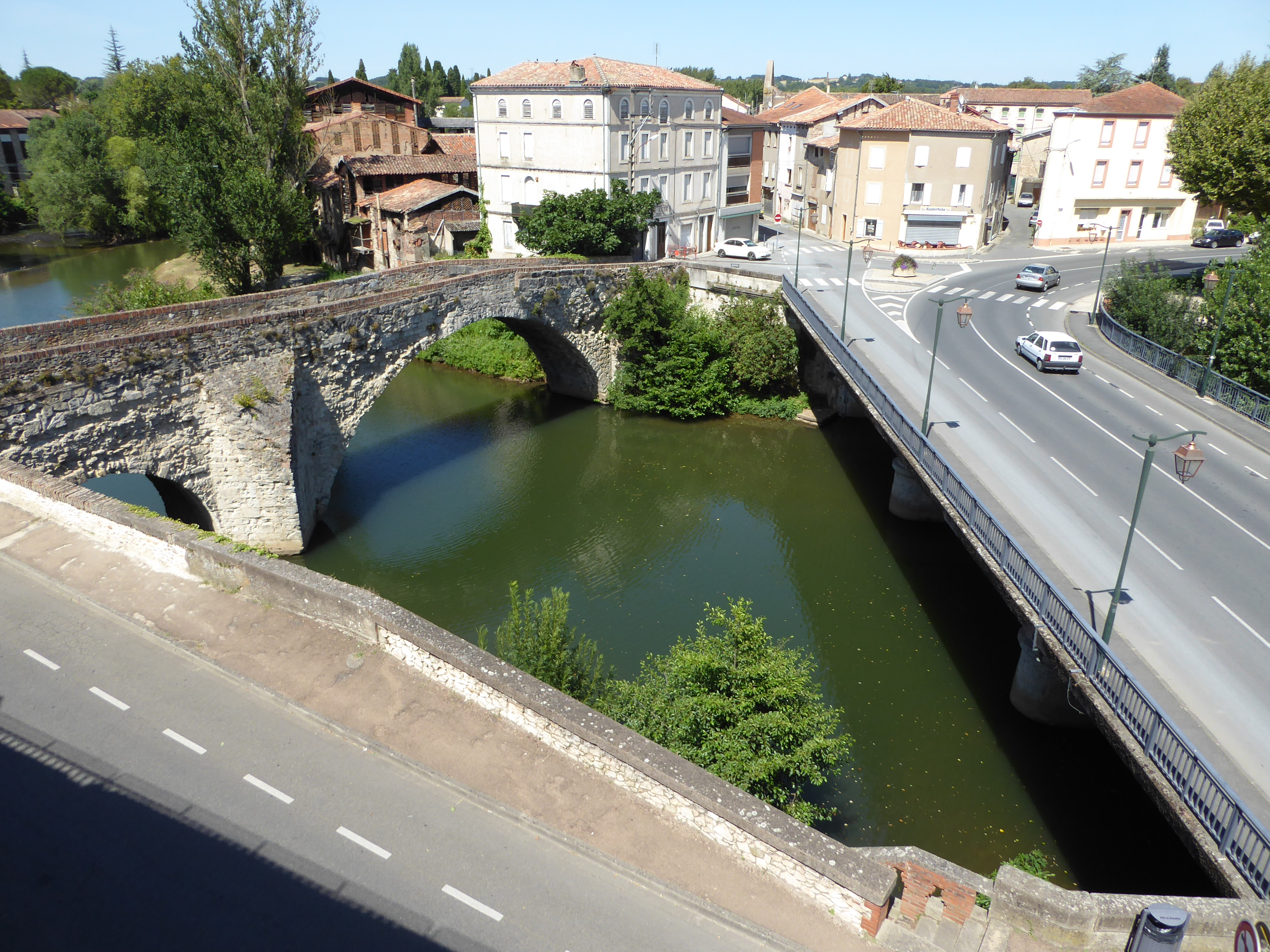
Le Pont Vieux de Graulhet.

Le Dadou (occitan Dadon) est une rivière du sud de la France. Il est l'un des affluents les plus importants de l'Agout, donc sous-affluent du Tarn et de la Garonne. 

## Géographie
De 115,8 km de longueur, il prend sa source près du col de Peyronnenc dans les monts de Lacaune sur la commune de Saint-Salvi-de-Carcavès dans le Tarn et se jette dans l'Agout en rive droite, près d'Ambres, après avoir traversé d'est en ouest la totalité du département du Tarn

### Départements et communes traversées
- Tarn : Saint-Salvi-de-Carcavès, Le Masnau-Massuguiès, Lacaze, Paulinet, Rayssac, Teillet, Mont-Roc, Arifat, Terre-de-Bancalié, Montredon-Labessonnié, Vénès, Réalmont, Saint-Genest-de-Contest, Lombers, Laboutarie, Montdragon, Saint-Julien-du-Puy, Graulhet, Briatexte, Puybegon, Saint-Gauzens, Ambres, Giroussens.

## Principaux affluents
- L'Ambias (rd), 11,7 km sur trois communes avec onze affluents, donc l'Ambiasselle, 13,4 km.
- L'Oulas (rd), 24,2 km sur cinq communes avec treize affluents.
- Le Dadounet (rg), 15,3 km sur quatre communes avec onze affluents.
- Le Lézert (rd), 16,5 km sur six communes avec dix-huit affluents.
- Le ruisseau de Lézert (rg), 10,7 km sur cinq communes avec sept affluents.
- L'Assou (rd), 36,7 km sur douze communes avec cinquante-et-un affluents.
- Le ruisseau de Nandou (rd) 2 km sur les deux communes de Laboutarie, Lombers.
- L'Agros (rd), 19,4 km sur huit communes avec trente-quatre affluents.

## Hydrologie
- Débit minimal (à Montdragon) : 0,78 m3/s
- Débit maximal (à Graulhet) : 293 m3/s} (crue du 14 décembre 1981)

### Le Dadou à Graulhet
Le débit du Dadou a été observé pendant 13 ans (1973-1986), à Graulhet, localité du département du Tarn, située non loin du confluent avec l'Agout. La surface prise en compte est de 762 km2, soit 89 % du bassin versant total de la rivière qui en fait 858.
Le module de la rivière à Graulhet est de 10,8 m3/s.
Le Dadou présente des fluctuations saisonnières de débit fort marquées, avec des hautes eaux d'hiver portant le débit mensuel moyen à un niveau situé entre 17,4 et 24,0 m3/s, de décembre à mars inclus (avec un maximum bien net en février). En avril, le débit diminue fortement, et il se constitue une sorte de plateau intermédiaire avec même un petit rebond en mai (13,6 m3/s en mai). En juin cependant le débit moyen s'effondre (5,39 m3/s) ce qui mène rapidement aux basses eaux d'été qui ont lieu de juillet à septembre, avec une baisse du débit moyen mensuel allant jusque 2,52 m3/s au mois d'août, ce qui reste encore assez consistant.

### Étiage ou basses eaux
Cependant, le VCN3 peut chuter jusque 0,510 m3/s, en cas de période quinquennale sèche, soit 510 litres par seconde, ce qui devient sévère. 

### Crues
D'autre part les crues peuvent être importantes. Les QIX 2 et QIX 5 valent respectivement 150 et 210 m3/s. Le QIX 10 vaut 240 m3/s, tandis que le QIX 20 se monte à 280 m3/s. Le QIX 50 n'a pas été calculé faute d'une durée d'observation suffisante, il est cependant estimé à 320 m3/s.
Le débit instantané maximal enregistré à Graulhet a été de 293 m3/s le 14 décembre 1981, tandis que la valeur journalière maximale était de 234 m3/s le même jour. En comparant le premier de ces chiffres aux valeurs des différents QIX de la rivière, il apparaît que cette crue était intermédiaire entre une crue vicennale et une crue cinquantennale et donc destinée à se répéter tous les 35-40 ans environ. 

### Lame d'eau et débit spécifique
La lame d'eau écoulée dans le bassin du Dadou est de 449 millimètres annuellement, ce qui est élevé, très nettement supérieur à la moyenne d'ensemble de la France, tous bassins confondus (320 millimètres par an), et aussi à celle du bassin versant de la Garonne (384 millimètres par an au Mas-d'Agenais). C'est cependant inférieur à l'ensemble du bassin de l'Agout (565 millimètres par an). Le débit spécifique (ou Qsp) atteint 14,2 litres par seconde et par kilomètre carré de bassin.